# City of Fremantle
City of Fremantle is een Local Government Area (LGA) in Australië in de staat West-Australië in de agglomeratie van Perth. City of Fremantle telde 31.930 inwoners in 2021. De hoofdplaats is Fremantle.